# ليسينوس الثاني
ليسينوس الثاني أو ليسينوس الصغير هو إمبراطور وقنصل روماني ولد في سنة 315 والده هو الإمبراطور ليسينيوس ووالدته هي فلافيا جوليا قنسطنطينا شقيقة قسطنطين العظيم، منح لقب القيصر في سن صغير، بعد هزيمة والده أمام قسطنطين في سنة 324، جرد من كل ألقابه، واحتجز في تسالونيكي، قام قسطنطين بقتل والده ليسينوس في السنة التالية وثم قام بقتله هو في سنة 326 في بولا بنفس الفترة ألتي قتل بها كريسبوس.